# ترول (فلم)
ترول (بالإنجليزية: Troll) هو فيلم أكشن أمريكي قادم من إخراج راور أوتوغ وبطولة إين ماري ويلمان، كيم فالك ومادس سجورد بيترسين، صدر على منصة نتفليكس في 1 ديسمبر 2022.

## نبذة
في أعماق جبل دوفر، يستيقظ شيء عملاق بعد ألف عام في الأسر، ويبدأ المخلوق في تدمير كل شيء في طريقه ويقترب بسرعة من أوسلو واضعًا حياة الجميع على المحك.